# Od nas zavisi
Od nas zavisi är en låt framförd av Karolina Goceva. Den är skriven av Nikola Perevski och Vladimir Krstevski.
Låten var Makedoniens bidrag i Eurovision Song Contest 2002 i Tallinn i Estland. I finalen den 25 maj slutade den på nittonde plats med 25 poäng.